# Oblast' di Chmel'nyc'kyj
L'oblast' di Chmel'nyc'kyj (in ucraino Хмельницька область?, Chmel'nyc'ka oblast'), anche denominato Chmel'nyččyna (Хмельниччина?), è una delle 24 oblast' dell'Ucraina, con capoluogo Chmel'nyc'kyj.

## Amministrazione
Dal 18 luglio 2020 l'oblast' è suddivisa amministrativamente in 3 distretti:
- Chmel'nyc'kyj
- Kam"janec'-Podil's'kyj
- Šepetivka

I dati che seguono mostrano il numero di ogni tipo di suddivisione amministrativa:
- Distretti: 3
- Città: 13
- Insediamenti rurali: 24
- Villaggi: 1 416

### Situazione antecedente il 2020
Prima della riforma amministrativa del 2020, nell'oblast' si trovavano
- Distretti: 18
- Città: 13
- Insediamenti rurali: 24
- Villaggi: 1 416